# Robert Poinard
 (octobre 2014).
Si vous disposez d'ouvrages ou d'articles de référence ou si vous connaissez des sites web de qualité traitant du thème abordé ici, merci de compléter l'article en donnant les références utiles à sa vérifiabilité et en les liant à la section « Notes et références ».
Journaliste puis professeur de droit et d'histoire, Robert Poinard, est un prélat français qui a été vicaire général aux armées françaises de 2008 à 2016 puis de 2016 à 2020 Aumônier Général des Communautés Catholiques Francophones dans le Monde (CCFM) à la Conférence des Évêques de France. Il a également été le Président des Amitiés Catholiques Françaises dans le Monde (ACFM), une association fondée en 1915 par des diplomates catholiques tels Paul Claudel, Maurice Barrès et le Cardinal Baudrillart) pour le rayonnement de la culture française dans le monde à travers le réseau propre de l'Eglise catholique. L' ACFM est reconnue d'utilité publique. C'est un partenaire du Ministère des Affaires Etrangères. 

## Biographie
Né le 19 octobre 1948 à Saint-Étienne (Loire) de deux familles originaires d'Auvergne et du Velay, il fait ses études secondaires à Saint-Étienne, puis ses études supérieures à Lyon (journalisme) et à Paris (droit et histoire). Il effectue son service national comme coopérant en République démocratique du Congo en qualité de professeur de français dans l'enseignement secondaire.
D'abord journaliste (au groupe Progrès-Dauphiné Libéré puis à La Croix), il exerce son métier durant douze ans. Ordonné prêtre le 18 septembre 1977, il est d'abord vicaire à Paris (paroisse Saint-François-Xavier) jusqu'en 1980. Il est ensuite nommé à la cathédrale de Saint-Étienne jusqu'en 1985. Des problèmes de santé l'obligent à une longue convalescence dans le Var où, pour ne pas rester inactif, il accepte le poste de curé de Pignans et Carnoules qu'il occupera finalement durant trois ans, il commence à collaborer bénévolement avec l'aumônerie militaire (base aéronavale de Cuers, École de l'artillerie de Draguignan), aumônerie qu'il intègre à plein temps en septembre 1989. Il sera successivement aumônier militaire à Toulon dans la Marine nationale (1989-1993), puis au lycée militaire d'Aix-en-Provence (1993-1999), après avoir participé à la première guerre du Golfe (1991-1992) dans la division des chasseurs de mines. De 1999 à 2003, il est l'aumônier du centre d'instruction naval de Saint-Mandrier où se trouve concentrées les principales écoles de la Marine nationale, véritable "université" maritime. Parallèlement il écrit de nombreux articles historiques et juridiques pour diverses revues nationales.
À l'été 2003, il est nommé par Patrick Le Gal, alors évêque aux armées françaises, aumônier national de la Marine et chancelier du diocèse aux armées. Il participe notamment à la refonte des statuts juridiques du diocèse aux armées et à la révision du statut des aumôniers militaires (2005-2008). Comme juriste, c'est un spécialiste du droit français des religions.
En septembre 2008, il est nommé vicaire général aux armées françaises et reçoit peu après du pape Benoît XVI la dignité de prélat d'honneur de Sa Sainteté. En 2009, il est reconduit dans ses fonctions de vicaire général par le nouvel évêque aux armées, Luc Ravel. Depuis 2005, Robert Poinard est chevalier de l'ordre national du Mérite et, depuis l'été 2014, chevalier de la Légion d'honneur. Il est titulaire de nombreuses autres décorations reçues à titre militaire pour sa participation à diverses campagnes et opérations extérieures.
On lui doit un guide sur l'abbaye Saint-Philibert de Tournus (Saône-et-Loire), une histoire de l'aumônier militaire d'Ancien Régime (1568-1795), ainsi que diverses études publiées dans de nombreuses revues. Il publie (2016) les carnets annotés d'un prêtre-soldat de 1914-18. Chargé d'enseignement en droit canonique au Studium de la faculté de droit canonique de Lyon (droit français des religions) et à son annexe de Marseille il est en outre souvent sollicité pour donner des sessions de formation juridique à travers la France notamment pour exposer la "laïcité à la française" aux étudiants étrangers.
Le 25 mai 2016 il a été nommé par la Conférence des évêques de France directeur de l'aumônerie générale des Français de l'étranger (AGFE) et président des Amitiés Catholiques Françaises dans le monde (ACFM). Il continue néanmoins à assumer au diocèse aux armées françaises les fonctions de chancelier ; il est également responsable du "Pôle Mémoire" à la direction de l'aumônerie militaire catholique (Bibliothèque et Archives Historiques) ce qui lui vaut de donner à travers la France de nombreuses conférences sur l'histoire de l'aumônerie militaire et sur la Première guerre mondiale.
En novembre 2016, Robert Poinard a été nommé en outre avocat-procureur à l'Officialité régionale de première instance (Paris - Île-de-France) pour les causes pénales par le cardinal Vingt-Trois, archevêque de Paris.
Robert Poinard a été nommé en 2019 membre du Chapitre Cathédral de Saint-Louis des Invalides (Chanoine honoraire du diocèse aux Armées françaises). Depuis septembre 2020 il est notaire, avocat-procureur et juge auditeur à l'Officialité régionale de Lyon-Clermont et chargé de cours au Studium de Droit Canonique de Lyon. Il réside à l'archevêché de Lyon. 
Le ministère des Armées lui a conféré le 9 novembre 2020 le statut d'aumônier militaire honoraire qui comprend l'autorisation du port de l'uniforme. Depuis le 1er septembre 2021, il était vice-chancelier de l'archidiocèse de Lyon. Depuis le 16 septembre 2022, il est chancelier de l'archidiocèse de Lyon.
En janvier 2024, il est nommé chanoine titulaire du chapitre de la primatiale Saint-Jean de Lyon.

## Publications
- Tournus. Abbaye Saint-Philibert, Tournus, Paroisse Saint-Philibert de Tournus, 1978, 40 p.
- L'aumônier militaire d'Ancien Régime : La vie du prêtre aux armées des guerres de religion à la Première République (1568-1795), L'Harmattan, coll. « Les Chemins de la Mémoire / XVIe / XVIIIe siècle », 2012, 233 p. (ISBN 9782336003337)
- Carnets de guerre de l'abbé Léon Cabaret (1914-1918), Presses Universitaires de Rennes, coll. « Mémoire commune », 2016, 607 p. (ISBN 9782753550414)